# Soilmec

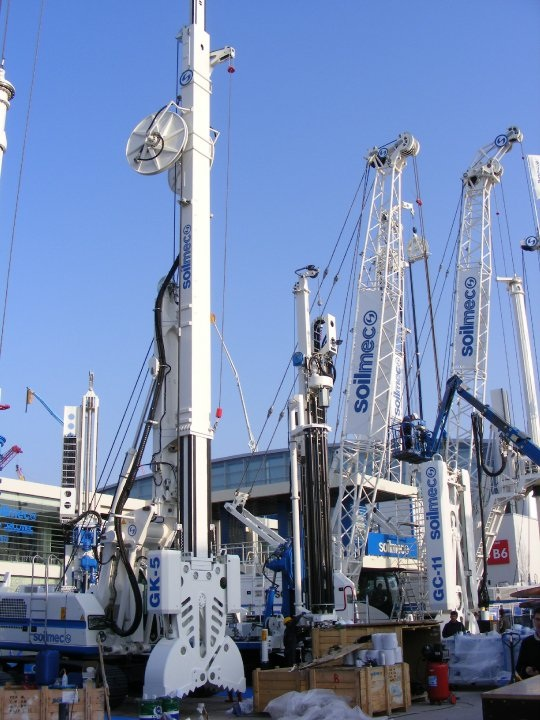
Soilmec auf der Bauma 2010

Die Soilmec S.p.A. ist ein international tätiger italienischer Hersteller von Baumaschinen und Baugeräten. Das in Cesena ansässige Unternehmen ist international mit zwölf Tochtergesellschaften vertreten und erzielte 2008 mit rund 1300 Mitarbeitern einen Umsatz von 346,3 Millionen Euro. Soilmec ist eine Tochtergesellschaft der italienischen TreviGroup.
Das Unternehmen produziert unter anderem auf Raupenfahrgestell und auf LKW-Fahrgestell montierte hydraulische Drehbohrgeräte, Anbaubohrgeräte für Krane, hydraulische Endlosschneckenbohrgeräte, hydraulische Schlitzwandgreifer, Seilschlitzwandgreifer, Krane, Anker- und Mikropfahlbohrgeräte, Tunnelbaumaschinen, Verrohrungsmaschinen, Ziehgeräte, hydraulische Vibratoren, Bohrwerkzeuge, Betonpumpen, Bentonit- und Polymersuspension-Equipment, HDI-Hochdruckpumpen, Injektionseinheiten sowie weitere Produkte und Verfahren insbesondere für Bohrarbeiten.
Soilmec wurde 1969 durch die Brüder Davide und Gianluigi Trevisani gegründet. Das Unternehmen war innerhalb der 1957 von Davide Trevisani gegründeten Pali Trevisani (heute TreviGroup) für die Baumaschinenfertigung zuständig.